# ジルソン・ベルナルド
ジルソン・ベルナルド（Gilson Alves Bernardo、1968年2月20日 - ）は、ブラジルの男子バレーボール選手、指導者。元ブラジル代表。

## 来歴
1998年、サントリーサンバーズに加入。5シーズン連続Vリーグ優勝に貢献。自身も5年連続で最高殊勲選手賞を受賞（2000-2004年）。5年連続で得点王となった（1999-2003年）。
2004年退団。サントリーは彼の功績を称え、背番号16を永久欠番とした。
ナショナルチームでは、ブラジル代表として出場した1995年ワールドリーグの準優勝に貢献し、ベストスパイカー賞、ベストサーバー賞、ベストアタッカー賞の3賞を受賞した。
2014年、サントリーサンバーズの監督に就任した。チームは優勝から離れていたが、2014/15シーズンのV・プレミアリーグで準優勝に導いた。3シーズン、サントリーの監督を務めた。

## 球歴
- ワールドカップ - 1995年（銅メダル）
- ワールドリーグ - 1994年（3位）、1995年（準優勝）

## 所属クラブ
- Suzano （1995-1996年）
- Chapec・Sao Caetano （1996-1997年）
- Ulbra （1997-1998年）
- サントリーサンバーズ （1998-2004年）
- Ulbra （2004-2006年）
- EAP Patrasso （2006-2007年）
- トップ・ラティーナ （2007-2008年）
- トゥールコワンLM （2008-2009年）
- Ulbra（2009-2010年）
- サントリーサンバーズ 監督（2014-2017年）